# Monetazione di Butuntum
La monetazione di Butuntum riguarda le monete coniate a Butuntum, una città situata nel sito dell'attuale Bitonto. Il centro si trovava nell'antica Calabria, regione che corrisponde grosso modo alla parte meridionale della moderna Puglia.

## Catalogazione
Il riferimento usato di norma per monetazione di Butuntum è Historia Numorum - Italy, un testo pubblicato in Gran Bretagna nel 2001 a cura di un gruppo di numismatici coordinato da Keith N. Rutter. Nei cataloghi si trova un riferimento del tipo "HN" o "HN Italy" seguito dal numero, da 753 a 756.
Altre fonti di catalogazione sono le Sylloge Nummorum Graecorum. In genere sono usate le più recenti o più diffuse, come quella dell'American Numismatic Society, quella di Copenaghen e quella di Francia. Dato che si tratta esclusivamente di bronzi è anche usata la Sylloge della collezione Morcom, una collezione di bronzi dell'Occidente greco, con sede in Gran Bretagna. Nei cataloghi si trova un'indicazione abbreviata della Sylloge, del tipo "ANS", "Cop.", "France" o "Morcom", seguita dal numero della moneta raffigurata.
Per la monetazione di Butuntum è stato pubblicato nel 2011 un testo intitolato La zecca di Butuntum.

## Contesto storico
La coniazione è valutata nella metà del III secolo a.C., prima della fondazione del municipio romano, in base a considerazioni di caratteri stilistico.

## Contesto monetario
I tipi presenti e le legende usate inseriscono queste monete nell'area della monetazione greca a pieno titolo. 

## Monete
Sono note tre tipi, tutti in bronzo. Seguendo l'ordine usato da Rutter et al., abbiamo:
1) Al dritto è raffigurata la testa di Atena, volta a destra, che indossa elmo corinzio con cimiero. Al rovescio è rappresentata una spiga di orzo con due o quattro foglie. Al rovescio anche la legenda, ΒΥΤΟΝΤΙΝΩΝ, scritta su due righe, ai lati della spiga. Il tipo della spiga di orzo caratterizza gran parte della monetazione di Metapontum. Questa moneta è catalogata come HN Italy 753, ed è presente in SNG ANS 659-661.
2) Al dritto è raffigurata una conchiglia, mentre al rovescio è raffigurato un giovane a cavallo di un delfino. Quest'ultimo tipo caratterizza in particolare le monete di Tarentum.
3) Civetta su ramo d'ulivo al dritto mentre al rovescio c'è un fulmine alato. Il dritto è presente nei rovesci delle monete di Atene. Il rovescio è ampiamente diffuso e per lo più fa riferimento a Giove.
Historia Numorum Italy cita anche una quarta moneta, con un granchio al dritto e l'etnico al rovescio. Sulla reale esistenze di questa moneta però non si hanno notizie sicure.

## Legende
L'unica legenda presente è l'etnico, ΒΥΤΟΝΤΙΝΩΝ, bytontinōn cioè "dei bitontini, scritto in greco con alfabeto greco. L'uso del nome degli abitanti al genitivo plurale è la norma, diffusa ovunque nel mondo greco classico.

## Pesi e misure
Historia Numorum Italy riporta i seguenti pesi e diametri delle monete:
| rif. | peso        | diametro   |
| ---- | ----------- | ---------- |
| 1    | 5,7 - 8,8 g | 18 – 20 mm |
| 2    | 3,7 - 4,5 g | 17 mm      |
| 3    | 2,2 - 3,3 g | 15 mm      |